# Вілямово (Підляське воєводство)
Вілямово (пол. Wilamowo) — село в Польщі, у гміні Пшитули Ломжинського повіту Підляського воєводства.
Населення — 264 особи (2011).
У 1975-1998 роках село належало до Ломжинського воєводства.

## Демографія
Демографічна структура станом на 31 березня 2011 року:
|          | Загалом | Допрацездатний вік | Працездатний вік | Постпрацездатний вік |
| -------- | ------- | ------------------ | ---------------- | -------------------- |
| Чоловіки | 133     | 25                 | 92               | 16                   |
| Жінки    | 131     | 26                 | 72               | 33                   |
| Разом    | 264     | 51                 | 164              | 49                   |